# Bruno Dost
Gustav Bruno Dost (* 6. Juli 1849 in Werda; † 10. Dezember 1916 in Dresden) war ein deutscher Pädagoge, Kantor, Komponist im westlichen Erzgebirge. Sein Bruder ist Guido Alfred Dost.

## Leben und Wirken
Gustav Bruno Dost besuchte von 1863 bis 1869 das königliche Seminar in Neureudnitz und studierte danach am Konservatorium Leipzig. Ab 1873 war er Oberlehrer am königlichen Lehrerseminar der Bergstadt Schneeberg (Erzgebirge). Er war 1884 einer der Gründer des Bergchores Glückauf in Schneeberg. 1888 wurde Bruno Dost Musikdirektor und Professor. Zwei Jahre später übernahm er auch das Kantorenamt in der Schneeberger St.-Wolfgangs-Kirche. Der Obererzgebirgische Gausängerbund ernannte Dost 1896 zu seinem Vorsitzenden. 1899 lernte er in Schneeberg die Pianistin Clara Schumann persönlich kennen. 1904 wechselte er an das königliche Lehrerseminar in Annaberg und verbrachte seinen Ruhestand ab 1913 in Dresden.
Sein Sohn war der Pädagoge und Komponist Walter Dost.

## Werke
- Bergmannsweisen, Schneeberg, Goedsches Buchhandlung, 1885
- Glückauf-Liederhefte
- Bilder aus dem Erzgebirge, 1901
- Liederbuch für Männerchöre, 1915

### Aufgezeichnete Lieder
- Frisch auf, ihr Bergleut jung und alt
- Glückauf, ihr Brüder
- Auf, gesamte Knappschaftsschar

## Ehrung
Die Bergstadt Schneeberg benannte nach 1990 eine Straße nach Bruno Dost. 